# رأس ديماس
رأس دِيمَاس هو أحد رؤوس الساحل الشرقي للبلاد التونسية، قرب مدينة البقالطة، بين مدينتي المنستير والمهدية، إلى الشرق من مدينة المكنين.
| رأس ديماس |